# Kanton Moulins-2
Moulins-2 is een kanton van het Franse departement Allier. Het kanton maakt deel uit van het arrondissement  Moulins.
 Het telt 18.993 inwoners in 2018.

Het kanton Moulins-2 werd gevormd ingevolge het decreet van 27 februari 2014 met uitwerking op 22 maart 2015. 

## Gemeenten
Het kanton omvat volgende gemeenten :
- Moulins (hoofdplaats) (deel)
- Bert
- Bessay-sur-Allier
- Chapeau
- Châtelperron
- Chavroches
- Cindré
- La Ferté-Hauterive
- Gouise
- Jaligny-sur-Besbre
- Liernolles
- Mercy
- Montbeugny
- Neuilly-le-Réal
- Saint-Gérand-de-Vaux
- Saint-Léon
- Saint-Voir
- Sorbier
- Thionne
- Toulon-sur-Allier
- Treteau
- Trézelles
- Varennes-sur-Tèche